# Šindelová
Šindelová (německy Schindlwald) je obec v okrese Sokolov. Žije zde 296 obyvatel.

## Těžba a zpracování železa
Počátky těžby a zpracování železných rud v těchto místech spadají do 14. století. Od 16. století se zde zpracovávalo železo v mnoha hamrech. V roce 1839 byly v Šindelové založeny železárny, jejichž součástí byly kromě vysoké pece také válcovny, kalírny a hamr. K pohonu zde byl využíván parní stroj, jeden z prvních v českých zemích. Tyto železárny byly v období první světové války monopolním dodavatelem plechu pro výrobu konzerv v rámci celé Rakousko-uherské monarchie. Vyráběly se zde též některé zbrojní součástky.

## Přírodní poměry
Šindelová leží v mrazové kotlině a na zdejší meteorologické a fenologické stanici jsou zaznamenávány jedny z nejnižších teplot v České republice, které klesají pod nulu i o některých ránech v létě. Šindelová leží v rekreační oblasti, v obci je přírodní koupaliště na rybníku Tajch. Do katastrálních území Milíře u Šindelové a Ptačí zasahuje část ptačí oblasti Západní Krušné hory.

## Části obce
Obec se skládá ze tří částí o šesti základních sídelních jednotkách na pěti katastrálních územích:
(počty domů a obyvatel dle sčítání lidu 2001)
- Šindelová (Schindlwald): k. ú. Šindelová, ZSJ Šindelová (30 domů a 85 obyvatel) a U rybníka (9 d., 23 ob.)
- Krásná Lípa (Schönlind):
  - k. ú. Krásná Lípa u Šindelové, ZSJ Krásná Lípa (37 d., 57 ob.)
  - k. ú. Milíře u Šindelové, ZSJ Milíře (Kohling, 2 d., 15 ob.)
  - k. ú. Ptačí, ZSJ Ptačí (Vogeldorf[4], 0 domů a obyvatel)
- Obora (Hochgarth[9]): k. ú. Obora u Šindelové, ZSJ Obora (36 d., 76 ob.)

Na území obce se kromě uvedených sídel nacházely též dnes zaniklé osady Břidlová (Schieferhütten) a Javořina (Ahornswald).

## Obyvatelstvo
Při sčítání lidu v roce 1921 zde žilo 709 obyvatel (z toho 338 mužů), z nichž byli dva Čechoslováci, 694 Němců a třináct cizinců. Až na devět evangelíků patřili k římskokatolické církvi. Podle sčítání lidu z roku 1930 měla vesnice 683 obyvatel: 679 Němců a čtyři cizince. Kromě 34 evangelíků a 38 lidí bez vyznání byli římskými katolíky.
Do poloviny 20. století tvořili obyvatelstvo Šindelové z drtivé většiny Němci. Po druhé světové válce došlo k vysídlení původních starousedlíků. Obec už se nikdy nepodařilo dosídlit.
| Rok            | 1869 | 1880 | 1890 | 1900 | 1910 | 1921 | 1930 | 1950 | 1961 | 1970 | 1980 | 1991 | 2001 | 2011 |
| -------------- | ---- | ---- | ---- | ---- | ---- | ---- | ---- | ---- | ---- | ---- | ---- | ---- | ---- | ---- |
| Počet obyvatel | 519  | 585  | 637  | 693  | 712  | 709  | 683  | 249  | 177  | 136  | 103  | 99   | 108  | 104  |
| Počet domů     | 56   | 71   | 79   | 79   | 90   | 96   | 104  | 109  | 108  | 31   | 26   | 36   | 39   | 44   |

| Rok            | 1869  | 1880  | 1890  | 1900  | 1910  | 1921  | 1930  | 1950 | 1961 | 1970 | 1980 | 1991 | 2001 | 2011 |
| -------------- | ----- | ----- | ----- | ----- | ----- | ----- | ----- | ---- | ---- | ---- | ---- | ---- | ---- | ---- |
| Počet obyvatel | 3 739 | 3 580 | 3 444 | 3 486 | 3 646 | 3 514 | 3 509 | 499  | 500  | 367  | 249  | 223  | 256  | 271  |
| Počet domů     | 440   | 492   | 511   | 520   | 549   | 558   | 627   | 500  | 108  | 92   | 77   | 97   | 114  | 127  |

## Pamětihodnosti
- Lovecký zámeček Favorit v lese zhruba 1,5 km jižně od Šindelové. Dnešní novobarokní podoba z let 1904 až 1906 nahradila původní zámeček, postavený roku 1769. Od založení až do roku 1945 byl v držení rodu Nosticů, poté využíván jako rekreační středisko. Od 90. let vlastnictvím soukromé společnosti, na podzim 2008 bez využití a chátrající nabízen k prodeji.[13] V sousedství stojí dřevěná kaple svaté Terezie z Avily, v turistických příručkách nesprávně označované jako kaple sv. Huberta.[14] Poblíž se nachází modřínová alej u Favoritu a modřínová alej u Šindelové.
- Vysoká pec, torzo železářské vysoké pece na jihozápadním okraji obce, pozůstatek hutí zřízených roku 1839. Technická památka.
- Přírodní památka Kamenný hřib, bizarní uskupení balvanů východně od Šindelové, ukázka přírodního zvětrávání žuly.
- Rybník Tajch na jihovýchodním okraji Šindelové.
- Přírodní památka Rašeliniště Haar v katastrálním území obce.

## Galerie

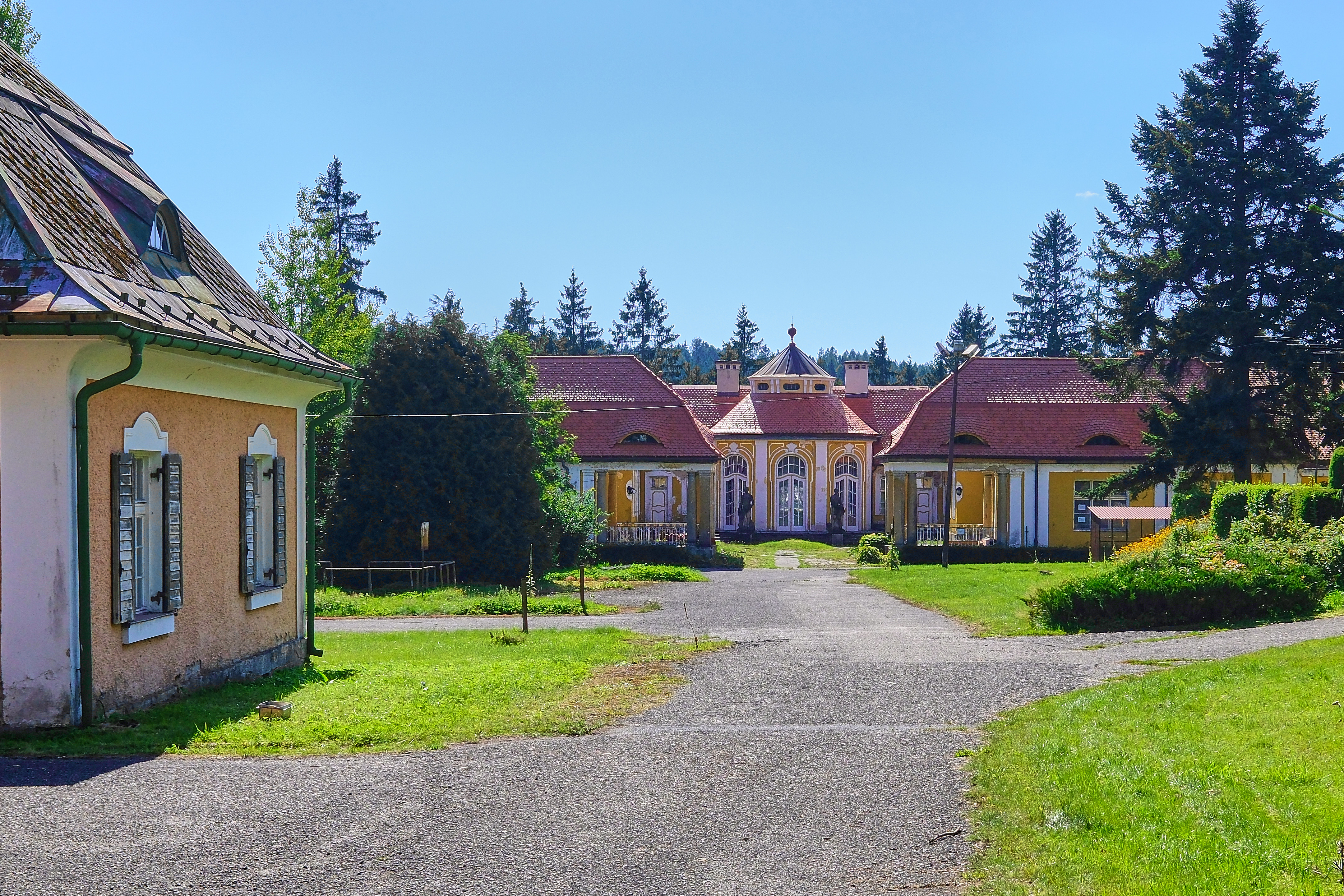
Zámeček Favorit
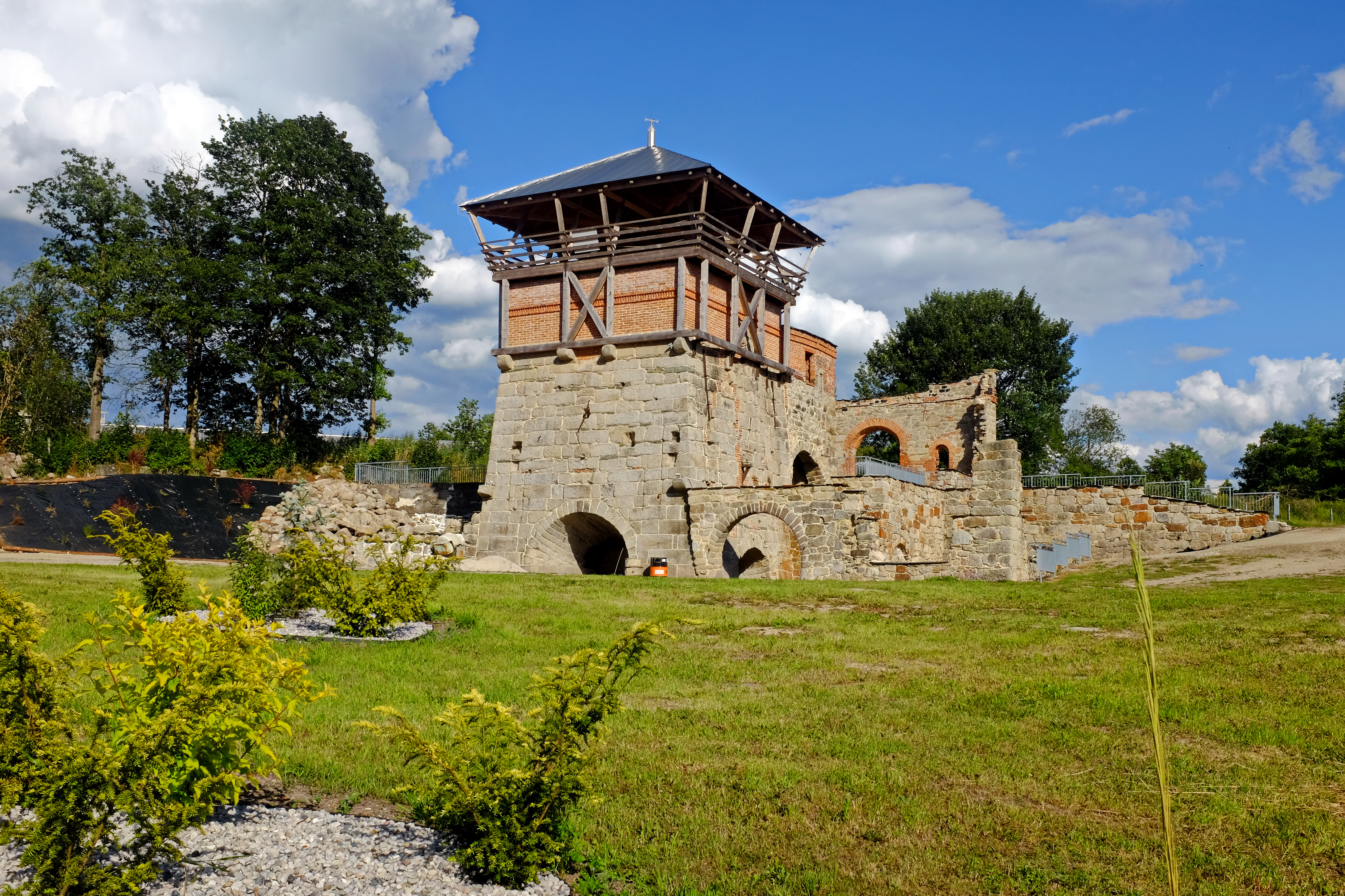
Vysoká pec
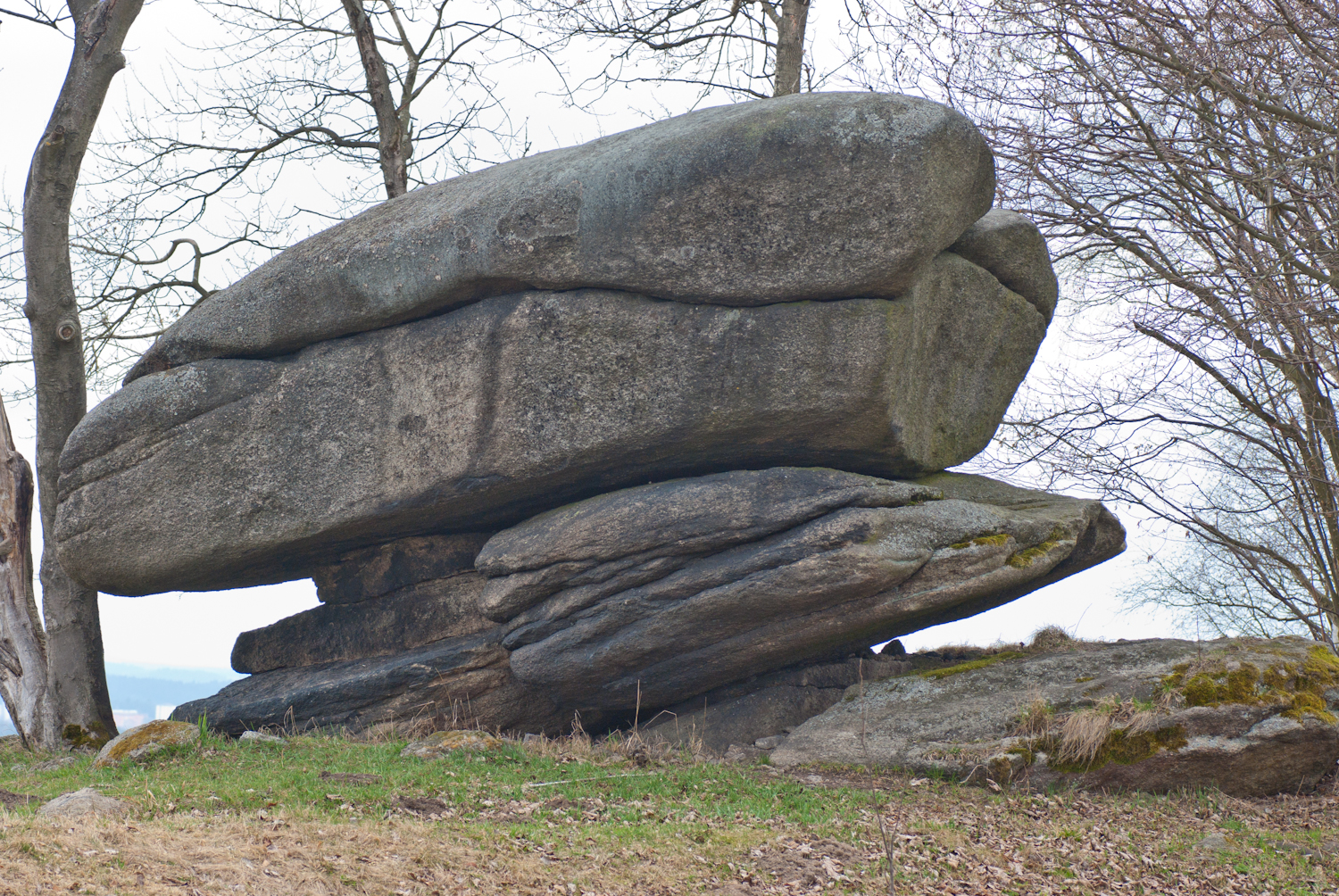
Kamenný hřib
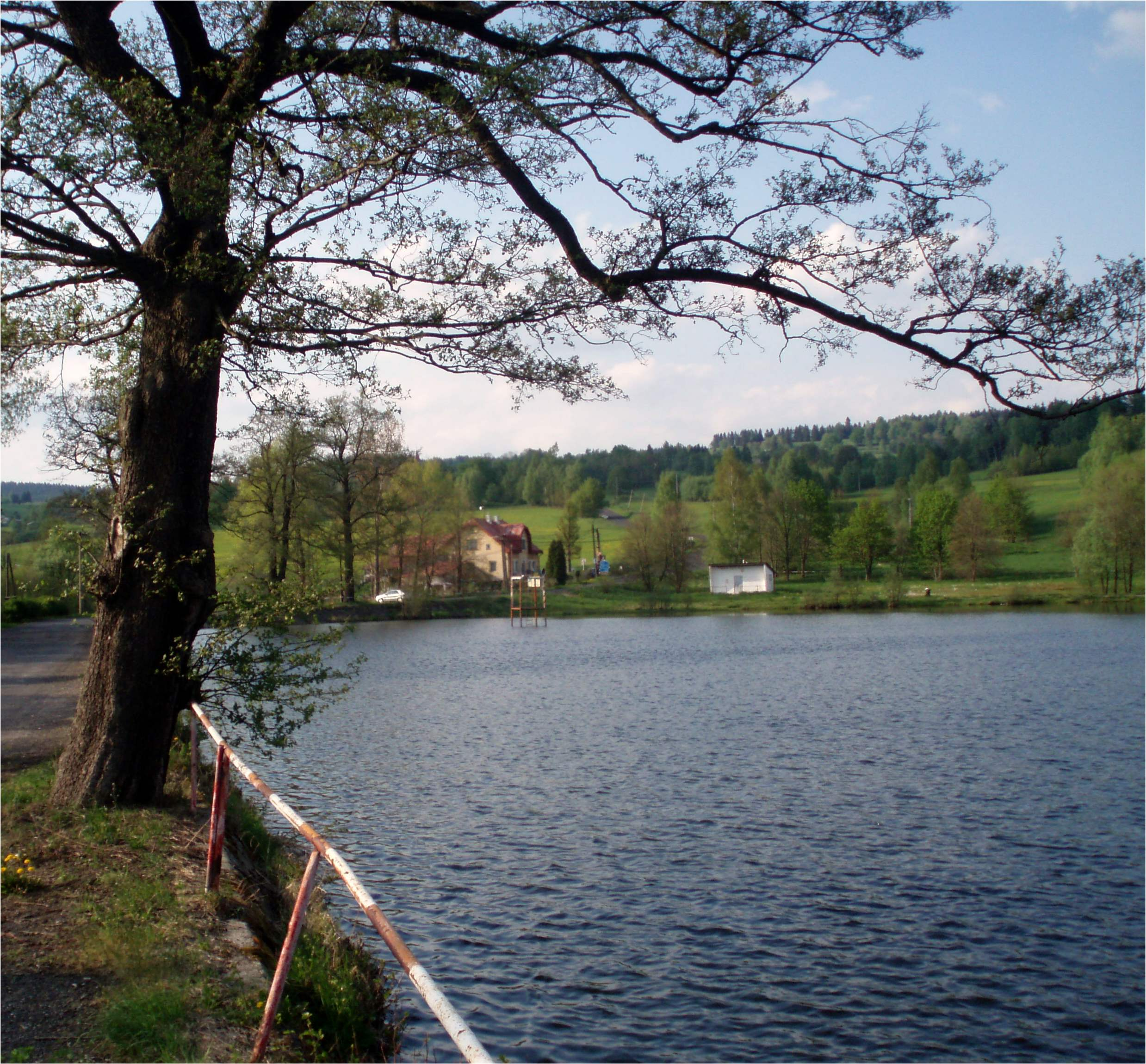
Rybník Tajch
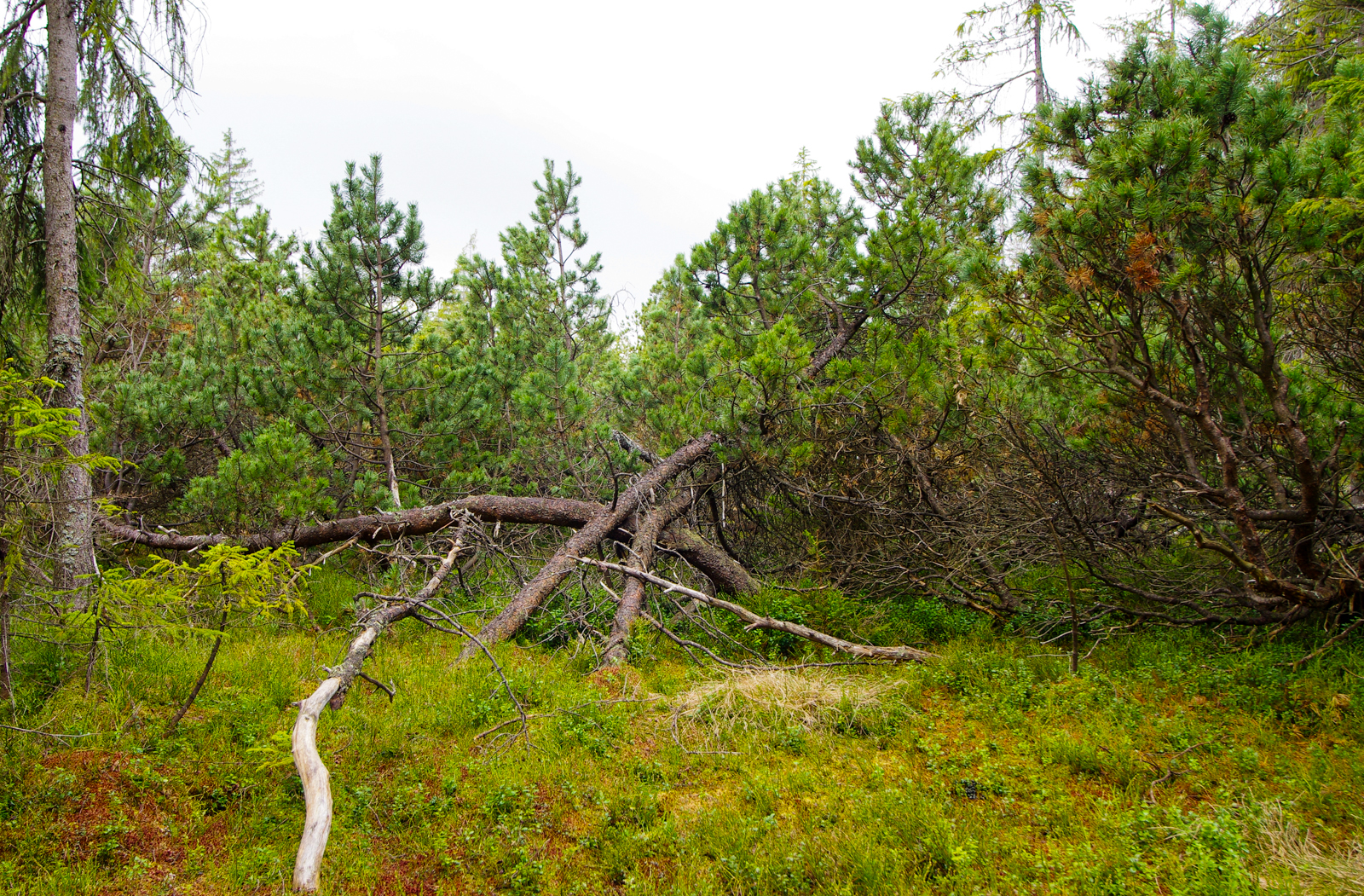
Rašeliniště Haar